# 松平恒和
松平 恒和（まつだいら つねかず、1946年（昭和21年）12月15日 - ）は、日本の実業家。会津松平家分家当主の松平一郎（松平恒雄長男）とその妻松平豊子（徳川家正長女）の三男。徳川宗家第18代当主徳川恒孝は実兄。
1969年（昭和44年）に学習院大学法学部政治学科を卒業。国際電信電話に入社し、KDDIジュネーブ事務所駐在、企画室長、取締役国際部長、ＫＤＤ総研代表取締役社長、常務取締役国際本部長を務め退任。ITUにおいてITU-SG3の議長をつとめる等、国際電気通信の制度・料金分野に関する専門家である。早稲田大学客員教授、ＮＰＯ法人国際人材創出支援センター理事長、一般社団法人日本英語交流連盟理事、学校法人上野学園理事、神田外語グループBritish Hills館長を務める。
ジャズ・クラリネット奏者としても活動しており、各地で演奏活動を行っている。

## 系譜
- 松平容保（曾祖父） - 会津松平家第9代。京都守護職、陸軍総裁、日光東照宮宮司、二荒山神社宮司。
- 島津忠義（曾祖父） - 島津宗家第29代。公爵。
- 徳川家達（曾祖父） - 田安徳川家第7代のちに徳川宗家第16代。公爵。貴族院議長、ワシントン軍縮会議首席全権大使、第6代日本赤十字社社長。
- 徳川泰子（曾祖母） - 近衛忠房の長女。日本赤十字社篤志看護婦人会会長、撫子会会長、愛国婦人会理事。
- 鍋島直大（曾祖父） - 鍋島宗家第17代。侯爵。駐伊公使、元老院議官、宮中顧問官、皇典講究所所長、國學院大學学長。
- 鍋島榮子（曾祖母） - 広橋胤保の五女。日本赤十字社篤志会会長。
- 松平恆雄（祖父） - 容保の四男。外務次官、駐米大使、駐英大使、宮内大臣、初代参議院議長。
- 松平信子（祖母） - 鍋島直大の四女。常磐会会長、東宮御教育参与。
- 徳川家正（祖父） - 徳川宗家第17代。公爵。カナダ公使、トルコ大使、貴族院議長。
- 徳川正子（祖母） - 島津忠義の十女。
- 松平一郎（父） - 恆雄の長男。陸軍少尉、東京銀行ロンドン支店長、副頭取、会長。
- 松平豊子（母） - 徳川家正長女。
- 秩父宮妃勢津子（叔母） -  恆雄の長女。秩父宮雍仁親王妃。
- 徳川正子（叔母） -  恆雄の次女。尾張徳川家第20代当主徳川義知夫人。
- 徳川家英（伯父） -  徳川家正長男。
- 松平恒忠（兄） - 一郎の長男。日本航空ロンドン支店長。日本フィンランド文化友好協会会長。
- 徳川恒孝（兄） - 一郎の次男。 徳川宗家第18代。日本郵船米州支配人、副社長。公益財団法人德川記念財団理事長。
- 徳川三千子（従姉妹） - 徳川義知長女。尾張徳川家第21代当主徳川義宣夫人。ジャズボーカリスト。
- 徳川家広（甥） -  徳川恒孝長男。政治経済評論家、翻訳家。
- 徳川典子（姪） -  徳川恒孝次女。徳川記念財団学芸員。
- 徳川義崇（従姉妹違） -  徳川義宣長男。尾張徳川家第22代当主。ITエンジニア、公益財団法人徳川黎明会会長

| 松平恒和 | 父: 松平一郎 | 祖父: 松平恆雄 | 曾祖父: 松平容保   |
| 松平恒和 | 父: 松平一郎 | 祖父: 松平恆雄 | 曾祖母: 川村名賀   |
| 松平恒和 | 父: 松平一郎 | 祖母: 松平信子 | 曾祖父: 鍋島直大   |
| 松平恒和 | 父: 松平一郎 | 祖母: 松平信子 | 曾祖母: 鍋島榮子   |
| 松平恒和 | 母: 松平豊子 | 祖父: 徳川家正 | 曾祖父: 徳川家達   |
| 松平恒和 | 母: 松平豊子 | 祖父: 徳川家正 | 曾祖母: 徳川泰子   |
| 松平恒和 | 母: 松平豊子 | 祖母: 徳川正子 | 曾祖父: 島津忠義   |
| 松平恒和 | 母: 松平豊子 | 祖母: 徳川正子 | 曾祖母: 山崎寿満子 |